# Рында (оруженосец)

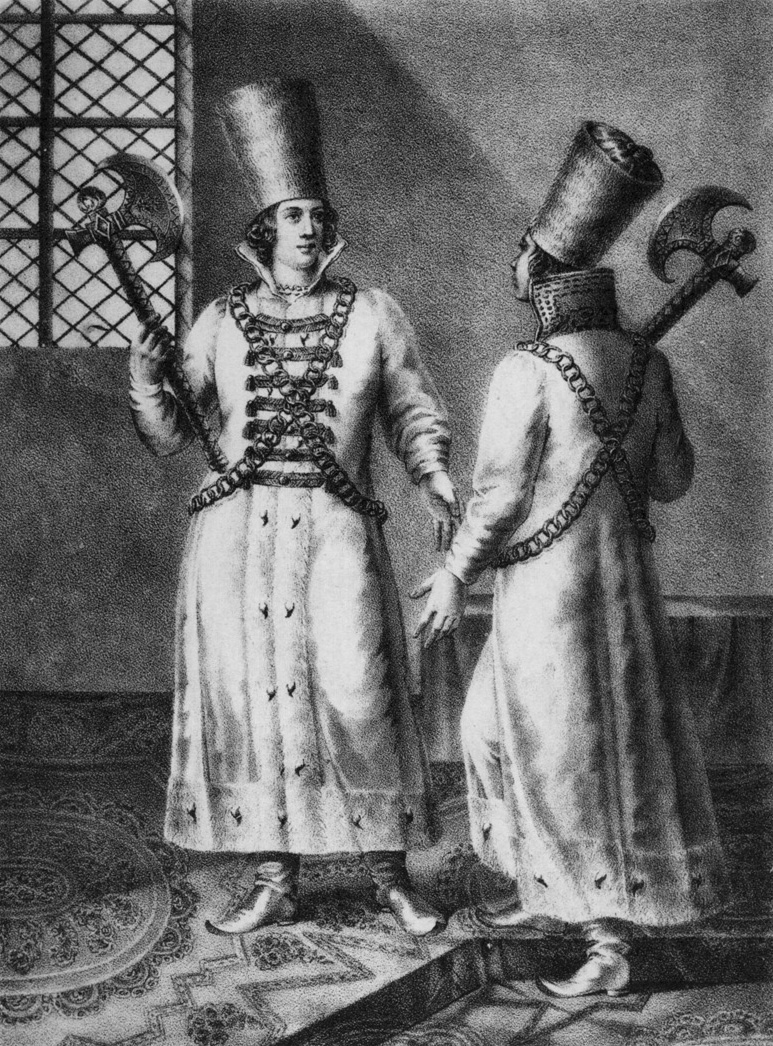
Рынды в XVI и XVII столетиях

Ры́нда (трудное слово, явно иноязычного происхождения, др.-рус. рында, рыдель, рындель — знаменосец, возможно от нем. ridder — «рыцарь») — оруженосец-телохранитель великих князей московских и русских царей XIV—XVII веков.
При московских патриархах роль, аналогичную рындам, выполняли «огненники».

## История
Впервые термин «рында» встречается в Никоновской летописи в повести о Куликовской битве под 1380 годом. По мнению исследователей, он происходит не от runde («обход», «дозор», «патруль»), как считалось в XIX веке, а от слова «рыдель», обозначавшего рыцаря или его слугу-сервиента. Например, в договорной грамоте Смоленского князя Ивана Александровича с Ригой 1359 года «рыделями» недвусмысленно называются братья-рыцари Ливонского ордена: «Се аз князь великий Смоленьскый Иван Олександрович, внук Глебов, докончал есть с братом своим с местерем с Ризьским и с рыдели и с ратманы и со всеми Рижаны».
В XVI—XVII веках рынды назначались из молодых мужчин самых знатных и родовитых семейств и состояли обычно в чине стольника или стряпчего. Рынды сопровождали царя в походах и поездках. Во время дворцовых церемоний стояли в парадных одеждах по обе стороны трона с бердышами на плечах. Во время приёма иностранных послов рынды стояли по обе стороны царского трона с небольшими топориками. Стоять по правую сторону считалось более почётным (отсюда местничество). Во время войны рынды повсюду безотлучно следовали за государем, нося за ним оружие. У каждого рынды были по 1—3 подрынды или податня (тоже из стольников). Так как рынды не были чинами придворными, то они не получали жалованья. Состояли в ведении оружничего.
Должность рынды была упразднена при Петре I в 1698 году.

## Рынды в царских походах
Согласно росписи разрядных книг различных годов, по местничеству, рынды в царских походах имели следующую иерархию, имея в своём подчинении поддатных рынд:
1. Большой рында.
2. С большим саадаком.
3. С писанным саадаком.
4. С нахтармяным саадаком.
5. С большим копьём.
6. С копьём.
7. С другим саадаком.
8. С меньшим саадаком.
9. С рогатиной.
10. С пищалями.
11. С топорами.

## Одежда рынд

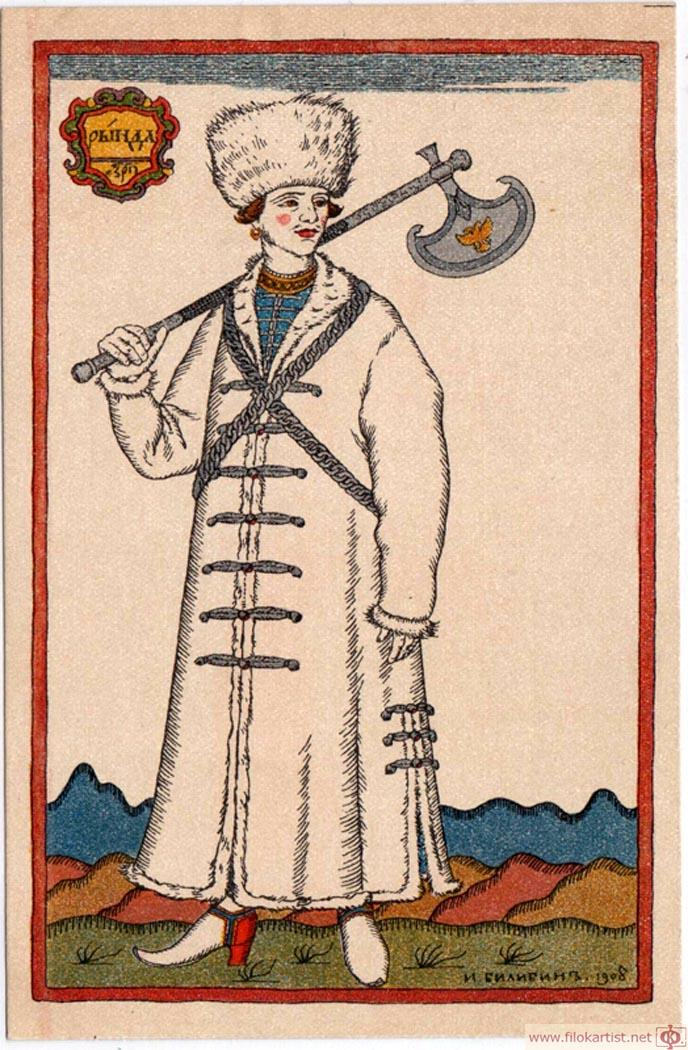
Иван Билибин. Костюм для оперы М. П. Мусоргского «Борис Годунов» (1900)

Рынды одевались в одежду белого цвета, расшитую серебром. В описи казны Михаила Фёдоровича перечисляется «платье рындова»:
- четыре шубы горностайные под белой камкой, опушены горностаем, на шубах восемь завязок с серебряными кистями;
- четыре терлика белых из камки индейской, исподы песцовые белые, ожерелья горностаевые, пять нашивок с серебряными кистями;
- четыре кушака кызылбашских с золотыми полосами и шёлковыми полосами разных цветов;
- четыре шапки рысьих, четыре шапки песцовых белых;
- сапоги сафьяновые белые.

### Смирная (траурная) одежда
- четыре шубы собольи под чёрным атласом, шубы с 8 завязками с чёрными кистями;
- четыре терлика, атлас гвоздичный (или вишнёвый);
- четыре шапки тафтяных гвоздичных или вишнёвых;
- сапоги сафьяновые чёрные.

Одежда и топоры рынд хранились в составе Большого наряда.
Вместо терлика могла использоваться ферязь.

## Свидетельства современников

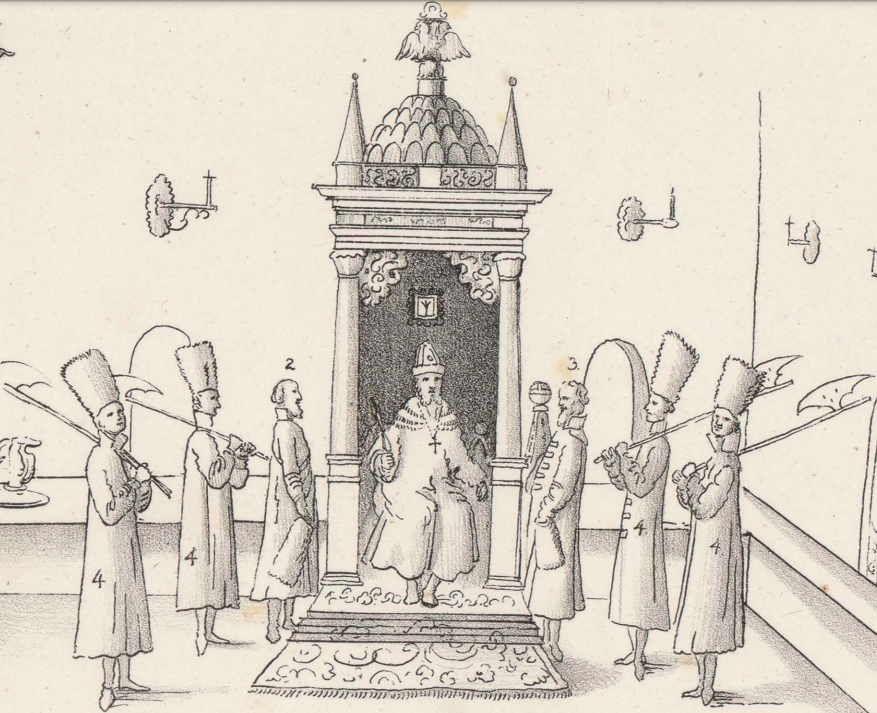
Царь Алексей Михайлович в окружении рынд. Рис. И. Р. Сторна из «Путешествия в Московию» Августина Мейерберга (1661)

- Посетивший Москву в 1565 году итальянский аристократ Рафаэль Барберини наблюдал царских рынд, сопровождавших Ивана Грозного по дороге в церковь:

Тотчас по отправлении послов, государь собрался к обедне, и, прошедши обе залы и другие покои, сошел с дворцового крыльца, а следом за ним — более восьмисот человек свиты богато одетой, как сказано выше, и отправился он пешком, выступая тихо и важно, и опираясь на вышеупомянутую трость, в ближайшую церковь. А шел он посреди четырех молодых людей, имевших отроду лет по тридцати; но сильных и рослых, — это были сыновья знатнейших бояр; двое из них шли впереди его, а двое других позади, но в некотором отдалении и на равном расстоянии от него; а одеты были все, четверо одинаково: на головах у них были высокие шапки из белого бархата, с жемчугом и серебром, подбитые и опушенные вокруг большим рысьим мехом. Одежда на них была из серебряной ткани, с большими, серебряными же пуговицами до самых ног; подбита же была она горностаями; на ногах сапоги белые с подковками; на плече несли они красивый, большой топор из серебра и золота.

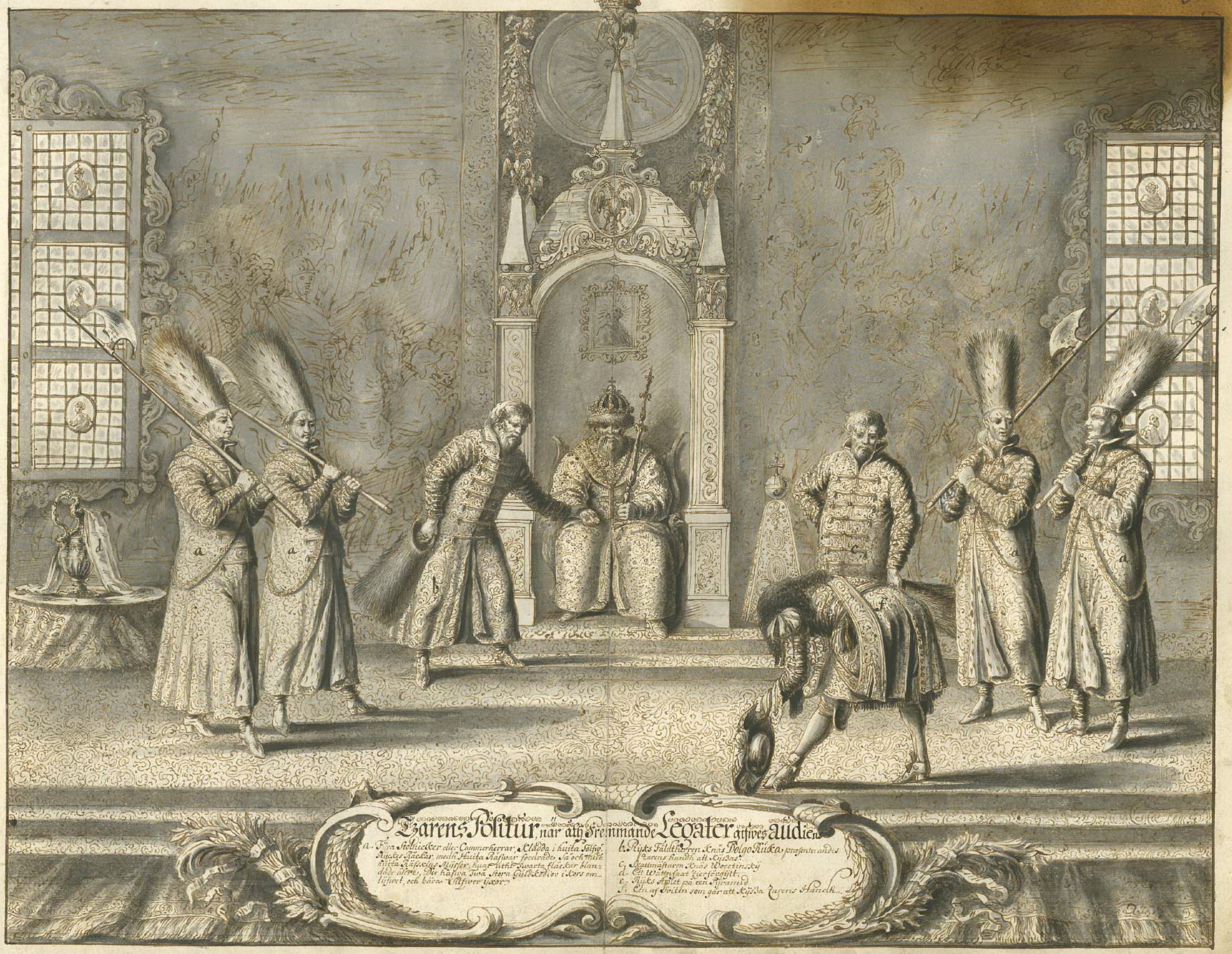
Приём шведского посольства Алексеем Михайловичем в 1673 году. Гравюра из альбома Эрика Пальмквиста

- Аксель Гюльденстиерне, автор дневника путешествия герцога Иоганна Шлезвиг-Голштинского в Россию в 1602 году, сообщает о рындах следующее:

Когда мы вошли к царю, по левую руку от него стояли четыре крепких рослых парня в длинных белых кафтанах, и каждый держал на плече топор на длинном топорище; они стояли и оберегали царя.

- В «Описании путешествия в Московию» Адама Олеария приводятся следующие подробности торжественного приёма голштинских послов царём Михаилом Фёдоровичем 19 августа 1634 года:

Перед троном его царского величества стояли четыре молодых и крепких князя, по двое с каждой стороны, в белых дамастовых кафтанах, в шапках из рысьего меха и белых сапогах; на груди у них крестообразно висели золотые цепи. Каждый держал на плече серебряный топорик, как бы приготовившись ударить им.

- Посетивший Московию в 1661 году с имперским посольством Августин Мейерберг описывает в своих записках приём его в Кремле, в частности, указывая:

Сам Царь сидел на серебряном позолоченном престоле, поставленном не посередине, а в левом углу покоя, между двумя окнами, и казался в тени. Престол хоть и был возвышен, потому что под тремя своими ступенями имел подножием рундук, приходившийся вровень с лавками Думных Бояр, но не отличался величиною, да и темное помещение так скрадывало его блеск, что он не представлял никакого великолепия… А перед престолом стояли четверо княжеских сыновей, все в белых кафтанах, в шапках и с секирами в руках (рынды).

- Сбежавший в 1664 году из России в Швецию подьячий Посольского приказа Григорий Котошихин в своём сочинении «О России в царствование Алексея Михайловича» (1666) сообщает:

А которого дни царь послом велит бытии у себя на приезде, …послы и их дворяне шпаги с себя снимут, и идут к царю в Верх без шпаг… А царь в то время сидит на своем месте, во всем своем царском одеянии; а по правую руку царя, на окне, поставлен на блюде стоянец, а по левую сторону сидят бояре, поодаль; а царя в то время держат под руки сибирские царевичи, или бояре. Да подле царя ж, по обе стороны, стоят рынды, четыре человека, наряжены в белое платье камчатое на горностаях, в шапках белых же высоких, и в сапогах, в руках держат по топору нарядному з золотом и с серебром; а бывает на тех рындах платье и топоры царское; а люди они первой и другой и третей статьи родов, боярские дети.

- Проживавший в Москве с 1670 по 1673 год курляндец Якоб Рейтенфельс описывает царских рынд несколько иначе:

Должно упомянуть здесь и о тех двух юношах, князьях, которые в белом одеянии стоят по обеим сторонам царя, когда он сидит на престоле, один из них держит в руках топор или секиру, украшенную слоновой костью, а другой — шестопер или булаву… Каждый раз как послы входили в какую-либо комнату, двери за ними запирались, пока наконец, пройдя их несколько и сняв предварительно с себя шпаги, они предстали пред царем, сидящим на пышном троне; перед ним стоял длинный ряд бояр в замечательно роскошных одеждах. Позади царя стояли два молодых спальника в одеждах из серебряной парчи, в высочайших шапках, сшитых из белых лисьих шкур: один держал в руке секиру, а другой — булаву.

- Амстердамский купец Бальтазар Койэтт, присутствовавший при приёме в Кремле голландского посла Конрада Кленка 27 января 1676 года, рассказывает о рындах следующее:

Перед троном лежал очень дорогой ковер с золотыми и серебряными узорами; с обеих сторон его стояло по два человека в серых, цвета золы, дамастовых кафтанах, подбитых соболями, и в очень высоких шапках из того же материала. В руках они держали за концы серебряные, особого рода, топорики, откинутые на плечо, как будто они собирались рубить, а вокруг шеи, груди и спины шли у них очень большие золотые цепи, крестообразно перевитые».